# Барсучьи
Барсу́чьи, или барсуко́вые (лат. Melinae) — подсемейство млекопитающих из отряда хищных (Carnivora). Содержит семь современных видов в двух родах, из которых наиболее известным является обыкновенный барсук (Meles meles).

## Внешний вид
Представителей подсемейства барсучьих отличает компактное, клинообразное телосложение. Голова маленькая и заострённая, с небольшими глазками и ушами. Лапы короткие и сильные, хвост у всех кроме хорьковых барсуков короткий. Шерсть у большинства барсучьих серая или чёрная, у многих видов имеются характерные узоры на морде. Длина тела варьирует между 32 и 90 см, а масса насчитывает от 1 до 16 кг.

## Распространение
Ареал барсучьих ограничивается Евразией и за исключением обыкновенного барсука все виды обитают в Восточной и Юго-Восточной Азии. Их основной сферой обитания являются леса.

## Образ жизни
Барсучьи активны главным образом в ночное время, а день проводят в выкопанных ими норах и других убежищах. Бо́льшую часть времени они проводят на земле и лишь изредка залезают на деревья. Являются хорошими копателями.
Представители барсучьих всеядны и в их пищу входят как небольшие позвоночные, насекомые и другие животные, так и различные растения.
Размножение, как и у других куньих, основано на том, что семя долгое время проводит в организме самки, и между спариванием и родами могут проходить месяцы, хотя непосредственно беременность длится от шести до восьми недель. Количество рождённых за один раз детёнышей составляет от двух до четырёх. Продолжительность жизни представителей семейства барсучьих может достигать 15 лет.

## Систематика
Названия приведены в соответствии с АИ
- род Свиные барсуки (Arctonyx)
  - Arctonyx albogularis
  - Свиной барсук (Arctonyx collaris)
  - Arctonyx hoevenii
- род Барсуки (Meles)
  - Барсук (Meles meles)
  - Азиатский барсук (Meles amurensis)
  - Японский барсук (Meles anakuma)
  - Закавказский барсук (Meles canescens) (возможно, подвид Meles meles)
- род † Parataxidea
  - † Parataxidea crassa
  - † Parataxidea sinensis